# Knjiga dokumentov
Knjiga dokumentov (kitajsko 書經, pinjin Shūjīng, prejšnja romanizacija Šu King) ali Klasična zgodovina, znana tudi kot Šangšu (Čaščeni dokumenti), je zbirka retorične proze in ena od petih klasik starodavne kitajske književnosti, katere avtorstvo se pripisuje učenim osebnostim starodavne Kitajske. Knjiga je bila več kot 2000 let temelj kitajske politične filozofije. 
Knjiga dokumentov je bila predmet ene od najstarejših kitajskih literarnih polemik med zagovorniki različnih različic besedila. Ohranila se je različica učenjaka Fu Šenga v 29 razdelkih (篇, pian), ki je preživela sežiganja knjig in pokopavanja učenjakov cesarja Čin Ši Huanga. To zbirko besedil so imenovali "Moderna pisava" (今文, jinwen),  ker je bila napisana v pisavi z začetka dinastije  Zahodni Han. Po zapisih iz dinastije Zahodni Han je besedila odkrili Fu Šengov potomec Kong Anguo v poznem 2. stoletju pr. n. št. v zidu Konfucijevega družinskega posestva v Čufuju. To novo gradivo so imenovali "Stara pisava" (古文, guwen) ker je bilo napisano v pisavi iz obdobja pred standardizacijo kitajske pisave, uvedeno med dinastijo Čin. Gradivo "Stare pisave" je vsebovalo šestnajst besedil več od gradiva "Nove pisave". Zdi se, da se je besedilo "Stare pisave" izgubilo ob koncu dinastije Vzhodni Han, medtem ko je besedilo "Nove pisave" krožilo po Kitajski, zlasti v Oujang Šangšuju (歐陽尚書), študiji dokumentov učenjaka Oujang Gaja iz Zahodnega Hana. Oujang Šangšu je bil osnova študij Ma Ronga in Dženg Šuana iz dinastije Vzhodni Han.
Do konca 2. stoletja n. št. je bilo znano, da je Šangšu nekoč vseboval  več kot le besedilo "Moderne pisave". To je učenjake verjetno spodbudilo k rekonstrukciji besedila "Stare pisave", ki je kulminirala s predstavitvijo 58 poglavij (s predgovorom 59 poglavij) Šangšuja na dvoru Vzhodnega Džina leta 317 n. št. Avtor dela je bil Mej Dze (梅頤). 
Mej Dzejeva rekonstrukcija je bila z nekaj dvomi sprejeta in kasneje kanonizirana kot del najpomembnejšega Kong Jingdajevega dela Vudžing Džengji (五經正義, Pravi pomen petih klasik). Šele v 17. stoletju je učenjak Jan Ruoču iz dinastije Čing dokazal, da gre pravzaprav za izmišljotino, napisano v 3. ali 4. stoletju n. št. 
V prečiščeni izdaji Knjige dokumentov so besedila razdeljena na štiri dele, ki predstavljajo različna obdobja: napol mitsko vladavino Juja Velikega ter dinastij Šja, Šang in Džov. Razdelek Džov predstavlja več kot polovico besedila. Nekatera poglavja v novem besedilu spadajo med najzgodnejše  primere kitajske proze, saj beležijo govore iz prvih let dinastije Džov v poznem 11. stoletju pr. n. št. Ostali trije razdelki naj bi vsebovali starejše gradivo, vendar večina učenjakov meni, da so bila celo poglavja "Moderne pisave" v teh razdelkih sestavljena pozneje kot tista v razdelku Džov. Poglavja, ki se nanašajo na najzgodnejša obdobja, so bila sestavljena šele v 4. ali 3. stoletju pr. n. št.

## Vsebina
V ortodoksni ureditvi je knjiga sestavljena iz 58 poglavij, vsako s kratkim predgovorom, ki se tradicionalno pripisuje Konfuciju. Vsebuje tudi predgovor in komentar, ki naj bi ju napisal Kong Anguo. Alternativna organizacija, ki jo je prvi uporabil Vu Čeng, vključuje samo poglavja brez predgovorov, ki so zbrani v skupnem predgovoru, v katerem sta izpuščena Kongov predgovor in komentar. Več poglavij v ortodoksni ureditvi je razdeljenih na dva ali tri dele.

### Narava poglavij
Z izjemo nekaj poznejših poglavij so poglavja predstavljena kot zapisi uradnih govorov kraljev ali drugih pomembnih osebnosti. Večina govorov ima kratek naslov, ki pojasnjuje njihovo vsebino:
- Posvetovanja (謨, mó) med kraljem in njegovimi ministri (2 poglavji),
- Navodila (訓, xùn) kralju od njegovih ministrov (1 poglavje),
- Oznanila (誥,  gào) kralja svojemu ljudstvu (8 poglavij),
- Izjave (誓, shì) vladarja ob bitki (6 poglavij) in
- Ukazi (命, mìng) kralja določenemu vazalu (7 poglavij).

Klasična kitajska tradicija navaja šest vrst Šu, začenši s kanonom (典, dian) (v sodobnem korpusu 2 poglavji). 
Po Su Šiju (1037–1101) je mogoče izpostaviti osem objav zgodnjega Džova, namenjenih ljudstvu Šang. Njihovi naslovi le delno ustrezajo sodobnim poglavjem, označenim z gao.  
Čen Mengdži (1911–1966) je poudaril, da so obvestila in ukazi podobni in se razlikujejo po tem, da ukazi običajno vključujejo podelitev dragocenih predmetov, zemlje ali služabnikov njihovim naslovnikom. 
V mnogo primerih je govor uveden s frazo Vag ruo jue (王若曰, Kralj je na videz rekel), ki se pojavlja tudi na spominskih bronastih napisih iz obdobja Zahodnega Džova, ne pa tudi v drugih besedilih. Učenjaki to razlagajo tako, da so bili izvirni dokumenti pripravljeni scenariji govorov, ki naj bi jih prebral uradnik v imenu kralja.

### Tradicionalna organizacija
Poglavja so združena v štiri dele, ki predstavljajo različna obdobja: napol mitsko vladavino Juja Velikega in tri starodavne dinastije Šja, Šang in Džov. Prva dva razdelka – o Juju Velikemu in dinastiji Šja – vsebujeta v različici novega besedila po dve poglavji. Napisani naj bi bili že v 2. tisočletju pr. n. št. in bili najzgodnejše gradivo v Knjigi dokumentov, vendar večina strokovnjakov meni, da sta bili napisani v obdobju vojskujočih se držav. Razdelek o dinastiji Šang vsebuje pet poglavij, od katerih prvi dve – Govor kralja Tanga in Pan Geng – pripovedujeta o osvojitvi Šja s strani Šanga in selitvi njihovega vodstva v novo prestolnico, zdaj prepoznano kot  Anjang.  Glavnina razdelka o dinastiji Džov se nanaša na vladavino kralja Čenga iz Džova (vladal okoli 1040–1006 pr. n. št.) in kraljevih stricev, vojvode Džova in Šaoja. Zadnja štiri poglavja Novega besedila se nanašajo na poznejše obdobje Zahodnega Džova ter zgodnje obdobje pomladi in jeseni.
| Razdelek      | Novo besedilo | Ortodoksno poglavje | Naslov         | Naslov                                   | Naslov                                       |
| ------------- | ------------- | ------------------- | -------------- | ---------------------------------------- | -------------------------------------------- |
| 虞書 Ju [Šun] | 1             | 1                   | 堯典           | Yáo diǎn                                 | Kanon cesarja Jaoja                          |
| 虞書 Ju [Šun] | 1             | 2                   | 舜典           | Šun djan                                 | Kanon voditelja Šuna                         |
| 虞書 Ju [Šun] |               | 3                   | 大禹謨         | Dà Yǔ mó                                 | Nasveti Velikega Juja                        |
| 虞書 Ju [Šun] | 2             | 4                   | 皋陶謨         | Gāo Yáo mó                               | Nasveti ministra Gao Jaoja                   |
| 虞書 Ju [Šun] | 2             | 5                   | 益稷           | Yì jì                                    | Ji in Dži                                    |
| 夏書 Šja      | 3             | 6                   | 禹貢           | Yu Gong                                  | Poklon Velikega Juja                         |
| 夏書 Šja      | 4             | 7                   | 甘誓           | Gān shì                                  | Govor v bitki pri Ganu                       |
| 夏書 Šja      |               | 8                   | 五子之歌       | Wǔ zǐ zhī gē                             | Pesmi Petih sinov                            |
| 夏書 Šja      | 9             | 胤征                | Yìn zhēng      | Kazenski pohod kralja Džongkanga iz Jina |                                              |
| 商書 Šang     | 5             | 10                  | 湯誓           | Tāng shì                                 | Govor kralja Tanga iz Šanga                  |
| 商書 Šang     |               | 11                  | 仲虺之誥       | Zhònghuī zhī gào                         | Džonghujeva objava                           |
| 商書 Šang     | 12            | 湯誥                | Tāng gào       | Razglas kralja Tanga                     |                                              |
| 商書 Šang     | 13            | 伊訓                | Yī xùn         | Ji Jinova navodila                       |                                              |
| 商書 Šang     | 14–16         | 太甲                | Tài jiǎ        | Velika prisega, deli 1, 2 in 3           |                                              |
| 商書 Šang     | 17            | 咸有一德            | Xián yǒu yī dé | Skupno posedovanje čiste kreposti        |                                              |
| 商書 Šang     | 6             | 18–20               | 盤庚           | Pán Gēng                                 | Pan Geng, deli 1, 2 in 3                     |
| 商書 Šang     |               | 21–23               | 說命           | Yuè mìng                                 | Napad na Jue, deli 1, 2 in 3                 |
| 商書 Šang     | 7             | 24                  | 高宗肜日       | Gāozōng róng rì                          | Dan Gaodzongovega dodatnega žrtvovanja       |
| 商書 Šang     | 8             | 25                  | 西伯戡黎       | Xībó kān lí                              | Poglavar Zahoda, kralj Ven, osvoji državo Li |
| 商書 Šang     | 9             | 26                  | 微子           | Wēizǐ                                    | [Princ] Vejdzi                               |
| 周書 Džov     |               | 27–29               | 泰誓           | Tài shì                                  | Veliki govor, deli 1, 2 in 3                 |
| 周書 Džov     | 10            | 30                  | 牧誓           | Mù shì                                   | Govor v bitki pri Mujeju                     |
| 周書 Džov     |               | 31                  | 武成           | Wǔ chéng                                 | Uspešen zaključek vojne s Šangom             |
| 周書 Džov     | 11            | 32                  | 洪範           | Hóng fàn                                 | Džidzijev veliki načrt                       |
| 周書 Džov     |               | 33                  | 旅獒           | Lǚ áo                                    | Psi [zahodnih plemen] Li                     |
| 周書 Džov     | 12            | 34                  | 金滕           | Jīn téng                                 | Džov Gongova zlata skrinja                   |
| 周書 Džov     | 13            | 35                  | 大誥           | Dà gào                                   | Veliki razglas                               |
| 周書 Džov     |               | 36                  | 微子之命       | Wēizǐ zhī mìng                           | Napad na princa Vejdzija                     |
| 周書 Džov     | 14            | 37                  | 康誥           | Kāng gào                                 | Oznanilo princa Kanga                        |
| 周書 Džov     | 15            | 38                  | 酒誥           | Jiǔ gào                                  | Razglas o pijančevanju                       |
| 周書 Džov     | 16            | 39                  | 梓材           | Zǐ cái                                   | Les iz Rotlere                               |
| 周書 Džov     | 17            | 40                  | 召誥           | Shào gào                                 | Obvestila vojvode Šaoja                      |
| 周書 Džov     | 18            | 41                  | 洛誥           | Luò gào                                  | Obvestilo, povezano z Luojangom              |
| 周書 Džov     | 19            | 42                  | 多士           | Duō shì                                  | Številni častniki                            |
| 周書 Džov     | 20            | 43                  | 無逸           | Wú yì                                    | Proti razkošni lahkotnosti                   |
| 周書 Džov     | 21            | 44                  | 君奭           | Jūn shì                                  | Gospod Ši [vojvoda Šao]                      |
| 周書 Džov     |               | 45                  | 蔡仲之命       | Cài Zhòng zhī mìng                       | Napad na Caj Džonga                          |
| 周書 Džov     | 22            | 46                  | 多方           | Duō fāng                                 | Številna verstva                             |
| 周書 Džov     | 23            | 47                  | 立政           | Lì zhèng                                 | Ustanovitev vlade                            |
| 周書 Džov     |               | 48                  | 周官           | Zhōu guān                                | Uradniki Džova                               |
| 周書 Džov     | 49            | 君陳                | Jūn chén       | Gospod Čen                               |                                              |
| 周書 Džov     | 24            | 50                  | 顧命           | Gù mìng                                  | Oporočna dajatev                             |
| 周書 Džov     | 24            | 51                  | 康王之誥       | Kāng wáng zhī gào                        | Obvestilo kralja Kanga iz Džova              |
| 周書 Džov     |               | 52                  | 畢命           | Bì mìng                                  | Napad na vojvodo Bija                        |
| 周書 Džov     | 53            | 君牙                | Jūn Yá         | Gospod Ja                                |                                              |
| 周書 Džov     | 54            | 冏命                | Jiǒng mìng     | Napad na Džjong                          |                                              |
| 周書 Džov     | 25            | 55                  | 呂刑           | Lǚ xíng                                  | Markiz Li o kaznih                           |
| 周書 Džov     | 26            | 56                  | 文侯之命       | Wén hóu zhī mìng                         | Napad na markiza Vena iz Džina               |
| 周書 Džov     | 27            | 57                  | 費誓           | Fèi shì                                  | Govor v bitki pri Feju                       |
| 周書 Džov     | 28            | 58                  | 秦誓           | Qín shì                                  | Govor vojvode Muja iz Čina                   |

## Datiranje poglavijNovega besedila
Vsa poglavja Novega besedila, ki segajo od legendarnih cesarjev Jaoja in Šuna do zgodnjega obdobja pomladi in jesenu, niso bila napisana sočasno z dogodki, ki jih opisujejo. Šest od teh poglavij se nanaša na dogodke pred prvo dokazano pisavo na orakeljskih kosteh iz obdobja kralja Šang Vu Dinga. Še več, poglavja, ki obravnavajo najzgodnejša obdobja, so jezikovno najbližja in se osredotočajo na klasična dela obdobja vojskujočih se držav.
Pet razglasov iz obdobja Džova je pisanih v najbolj arhaičnem jeziku, tako v slovnici kot besedišču zelo podobnemu napisom na bronastih posodah iz obdobja Zahodnega Džova. Večina učenjakov meni, da so razglasi povzetki govorov kralja Čenga iz Džova in Čengovih stricev, vojvod Džova  in Šaoja, ključnih osebnosti med Čengovo vladavino konec 11. stoletja pr. n. št. Zapisi dajejo vpogled v politiko in ideologijo tega obdobja, vključno z doktrino nebeškega mandata,  pojasnjujejo, kako so nekoč krepostni Šjaji postali pokvarjeni in jih je zamenjal krepostni Šang. Slednji je šel skozi podoben cikel, ki se je končal z njegovo zamenjavo z Džovom. Poglavja Les iz Rotlere, Številni častniki, Proti razkošni lahkotnosti in Številne regije naj bi bila napisana nekoliko pozneje v poznem obdobju Zahodnega Džova. Manjšina učenjakov, ki opozarja na razlike v jeziku med oznanili in napisi na bronastih izdelkih iz Džova,  trdi, da so vsa ta poglavja produkt komemorativne tradicije v poznem Zahodnem Džovu ali zgodnjih obdobjih pomladi in jeseni.
Poglavja, ki obravnavajo pozni Šang in prehod v Džov, uporabljajo manj arhaičen jezik. Zanje se domneva, da so se zgledovala po govorih piscev iz obdobja pomladi in jeseni v času ponovnega zanimanja za politiko in dinastičnega zatona.  Domneva se,  da je bil v tem času napisan tudi del poglavij o Džovu. Poglavje Gaodzong Rongri obsega samo 82 pismenk. Njegova razlaga je bila že v komentarjih Zahodnega Hana sporna. David Nivison je opozoril na podobnost naslova s formulami, ki se najdejo v napisih na kosteh iz preročišča Anjang, in predlagal, da je poglavje napisal ali povzel daljnji sorodnik Vu Dinga v poznem obdobju Šang malo po letu 1140 pr. n. št.
Zdi se, da je poglavje Pan Geng, kasneje razdeljeno na tri dele, po slogu vmesno med to in naslednji skupino poglavij. Pan Geng je najdaljši govor v Knjigi dokumentov in je nenavaden zaradi obsežne uporabe analogij. Učenjaki od dinastije Tang so opazili težaven jezik poglavij Pan Geng in Razglasi Džova. Kitajski učenjaki so trdili, da poglavje Pan Geng izvira iz dinastije Šang. Poglavja so bila preurejena z zamenjavo besedišča s strani avtorjev iz dinastije Džov, kar pojasnjuje razlike v jeziku od napisov Šanga.
Poglavja, ki obravnavajo legendarne cesarje, dinastijo Šja in prehod v Šang, so po jeziku zelo podobna klasikom, kot je Mencij (pozno 4. stoletje pr. n. št.). Poglavja predstavljajo idealizirane vladarje, s prejšnjimi političnimi skrbmi, podrejenimi moralni in kozmološki teoriji, in naj bi bili izdelki filozofskih šol poznega obdobja vojskujočih se držav. Nekatera poglavja, zlasti Poklon Juju, bi lahko  bila lahko napisana šele v času dinastije Čin.

## Vpliv na Zahod
Ko so jezuitski učenjaki pripravili prve prevode kitajskih klasikov v latinščino, so Šudžing naslovili s Knjiga kraljev, s čimer so naredili vzporednico s Knjigami kraljev v Stari zavezi. Šang Dija so videli kot enakovrednega krščanskemu bogo in uporabili odlomke iz Šudžinga v svojih komentarjih drugih del.

## Citirani viri
- Allan, Sarah (2011), »What is a shu 書?« (PDF), EASCM Newsletter (4): 1–5.
- Allan, Sarah (2012), »On Shu 書 (Documents) and the origin of the Shang shu 尚書 (Ancient Documents) in light of recently discovered bamboo slip manuscripts«, Bulletin of the School of Oriental and African Studies, 75 (3): 547–557, doi:10.1017/S0041977X12000547.
- Baxter, William H.; Sagart, Laurent (2014). Old Chinese: A New Reconstruction. Oxford; New York: Oxford University Press. ISBN 978-0-19-994537-5.
- Brooks, E. Bruce (2011), »The Shu« (PDF), Warring States Papers, 2: 87–90.[mrtva povezava][mrtva povezava]
- Elman, Benjamin A. (1983), »Philosophy (i-li) versus philology (k'ao-cheng)—the jen-hsin Tao-hsin debate« (PDF), T'oung Pao, 69 (4): 175–222, doi:10.1163/156853283x00081, JSTOR 4528296.
- Kern, Martin (2009), »Bronze inscriptions, the Shijing and the Shangshu: the evolution of the ancestral sacrifice during the Western Zhou« (PDF),  v Lagerwey, John; Kalinowski, Marc (ur.), Early Chinese Religion, Part One: Shang Through Han (1250 BC to 220 AD), Leiden: Brill, str. 143–200, ISBN 978-90-04-16835-0.
- Lewis, Mark Edward (1999), Writing and authority in early China, SUNY Press, ISBN 978-0-7914-4114-5.
- Liao, Mingchun (2001), A Preliminary Study on the Newly-unearthed Bamboo Inscriptions of the Chu Kingdom: An Investigation of the Materials from and about the Shangshu in the Guodian Chu Slips (v kitajščini), Taipei: Taiwan Guji Publishing Co., ISBN 957-0414-59-6.
- Nivison, David S. (2018) [1984], »The King and the Bird: a Possible Genuine Shang Literary Text and Its Echoes in Later Philosophy and Religion«,  v Schwartz, Adam C. (ur.), The Nivison Annals : Selected Works of David S. Nivison on Early Chinese Chronology, Astronomy, and Historiography, Berlin: De Gruyter Mouton, str. 22–28, doi:10.1515/9781501505393-003, ISBN 978-1-5015-0539-3.
- Nylan, Michael (1995), »The Ku Wen Documents in Han Times«, T'oung Pao, 81 (1/3): 25–50, doi:10.1163/156853295x00024, JSTOR 4528653.
- Nylan, Michael (2001), The Five "Confucian" Classics, Yale University Press, ISBN 978-0-300-08185-5.
- Schaberg, David (2001), A patterned past: form and thought in early Chinese historiography, Harvard Univ Asia Center, ISBN 978-0-674-00861-8.
- Shaughnessy, Edward L. (1993). »Shang shu 尚書«.  V Loewe, Michael (ur.). Early Chinese Texts: A Bibliographical Guide. Berkeley: Society for the Study of Early China; Institute for East Asian Studies, University of California Berkeley. str. 376–389. ISBN 978-1-55729-043-4.
- Shaughnessy, Edward L. (1999), »Western Zhou history«,  v Loewe, Michael; Shaughnessy, Edward L. (ur.), The Cambridge History of Ancient China, Cambridge: Cambridge University Press, str. 292–351, ISBN 978-0-521-47030-8.
- Shaughnessy, Edward L. (2006), Rewriting early Chinese texts, SUNY Press, ISBN 978-0-7914-6643-8.
- Shih, Hsiang-lin (2013), »Shang shu 尚書 (Hallowed writings of antiquity)«,  v Knechtges, David R.; Chang, Taiping (ur.), Ancient and Early Medieval Chinese Literature (vol. 2): A Reference Guide, Part Two Handbook of Oriental Studies. Section 4 China, BRILL, str. 814–830, ISBN 978-90-04-20164-4.
- Vogelsang, Kai (2002), »Inscriptions and proclamations: on the authenticity of the 'gao' chapters in the Book of Documents«, Bulletin of the Museum of Far Eastern Antiquities, 74: 138–209.
- Wilkinson, Endymion (2000), Chinese history: a manual (2nd izd.), Harvard Univ Asia Center, ISBN 978-0-674-00249-4.